# أبراج بوابة أوروبا
أبراج بوابة أوروبا (الإسبانية: Puerta de Europa ، - Door of Europe-) ، والمعروفة أيضًا باسم KIO Towers، هما مبنيان للمكاتب بالقرب من بلازا دي كاستيلا [الإنجليزية] في مدريد، إسبانيا. يبلغ ارتفاع كل برج 114 م (374 قدمًا) ويتكون من 26 طابقًا. تم تشييدهما من عام 1989 إلى عام 1996 على يد أحد أشهر شركات المقاولات الإسبانية وهي (Fomento de Construcciones y)، أما التصميم فكان للمعماريان الأمريكيان فيليب جونسون وجون بورغي، وتم تمويله عبر صندوق الاستثمار الكويتي.

يعد (أبراج بوابة أوروبا) ثاني أطول برجين توأمين في إسبانيا بعد برجي توريس دي سانتا كروث في سانتا كروز دي تينيريفه.

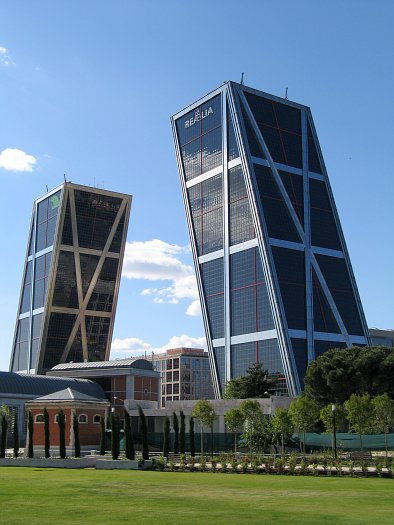
أبراج بوابة أوروبا